# جورجیو سانترلی
جورجیو سانترلی (انگلیسی: Giorgio Santarelli؛ زادهٔ ۵ ژوئن ۱۹۸۱) بازیکن فوتبال اهل ایتالیا است.
از باشگاه‌هایی که در آن بازی کرده‌است می‌توان به باشگاه فوتبال آسکولی، باشگاه ورزشی لاتزیو، باشگاه فوتبال کاتانیا، باشگاه فوتبال لاتینا، و باشگاه فوتبال آولینو اشاره کرد.